# TAKASHI UTSUNOMIYA THE BEST FILES
『TAKASHI UTSUNOMIYA THE BEST FILES』（タカシ・ウツノミヤ・ザ・ベスト・ファイルズ）は、1998年12月12日にリリースした宇都宮隆の1枚目のベスト・アルバム。

## 解説
TM NETWORK・TMN（1984-1994）時代、T.UTU、BOYO-BOZO名義を含む1998年までにリリースされた楽曲を含むベスト・アルバム。
EPICからのリリースは本作が最後となった。

## 収録曲
| #         | タイトル                          | 作詞                   | 作曲               | 編曲               | アーティスト | 時間  |
| --------- | --------------------------------- | ---------------------- | ------------------ | ------------------ | ------------ | ----- |
| 1.        | 「GET WILD」                      | 小室みつ子             | 小室哲哉           | 小室哲哉           | TM NETWORK   | 4:00  |
| 2.        | 「STILL LOVE HER (失われた風景)」 | 小室みつ子             | 小室哲哉、木根尚登 | 小室哲哉           | TM NETWORK   | 5:49  |
| 3.        | 「LOVE TRAIN」                    | 小室哲哉               | 小室哲哉           | 小室哲哉           | TMN          | 5:25  |
| 4.        | 「DANCE DANCE DANCE」             | 三浦徳子               | 根本一文           | 西平彰             | T.UTU        | 4:40  |
| 5.        | 「ただ過ぎ行くために」            | 川村真澄               | 石井恭史           | 西平彰             | T.UTU        | 5:32  |
| 6.        | 「GAMBLE★JUNGLE」                 | 森雪之丞               | BOYO-BOZO          | BOYO-BOZO、西平彰  | BOYO-BOZO    | 4:14  |
| 7.        | 「風を感じて」                    | 森雪之丞               | BOYO-BOZO          | BOYO-BOZO、西平彰  | BOYO-BOZO    | 4:30  |
| 8.        | 「KISS WILL KILL ME」             | 井上秋緒               | 浅倉大介           | 浅倉大介           | 宇都宮隆     | 4:27  |
| 9.        | 「DISCOVERY」                     | 小室哲哉、前田たかひろ | 小室哲哉           | 小室哲哉           | 宇都宮隆     | 6:49  |
| 10.       | 「少年」                          | 牧穂エミ               | 松本孝弘           | 松本孝弘、池田大介 | 宇都宮隆     | 3:39  |
| 11.       | 「IF YOU WISH…」                  | MARC                   | 小室哲哉           | 小室哲哉           | 宇都宮隆     | 5:58  |
| 12.       | 「見えない灼熱」                  | 牧穂エミ               | 大槻啓之           | 大槻啓之           | 宇都宮隆     | 4:54  |
| 13.       | 「HOWLING」                       | 牧穂エミ               | NOBODY             | NOBODY             | 宇都宮隆     | 3:52  |
| 14.       | 「PEACE OF MIND」                 | 牧穂エミ               | 渡辺和紀           | 大槻啓之           | 宇都宮隆     | 5:29  |
| 15.       | 「NEXT STAGE」                    | 井上秋緒               | 浅倉大介           | 浅倉大介           | 宇都宮隆     | 4:08  |
| 合計時間: | 合計時間:                         | 合計時間:              | 合計時間:          | 合計時間:          | 合計時間:    | 73:26 |

## 楽曲解説
1. GET WILD
  - TM NETWORKの10thシングル。アニメ『シティーハンター』エンディング・テーマ。
2. STILL LOVE HER (失われた風景)
  - TM NETWORKの16thシングル「JUST ONE VICTORY」のカップリング曲。アニメ『シティーハンター2』エンディング・テーマ。
3. LOVE TRAIN
  - TMNの25thシングル。
4. DANCE DANCE DANCE
  - 2ndシングル。映画『シティーハンター』メインテーマ。
5. ただ過ぎ行くために
  - 1stアルバム『BUTTERFLY』収録曲。
6. GAMBLE★JUNGLE
  - BOYO-BOZOのミニアルバム『ACROBAT』収録曲。
7. 風を感じて
  - BOYO-BOZOのミニアルバム『ACROBAT』収録曲。
8. KiSS WILL KILL ME
  - 4thシングル『少年』のカップリング曲。シングルバージョンはアルバム初収録。
9. DISCOVERY
  - 5thシングル。アルバム初収録。プレイステーション用ソフト『gaball screen』テーマ曲。
  - 歌詞ブックレットは小室の名前しか載っていないが、これはミスプリントである
10. 少年
  - 4thシングル。テレビ朝日『OH!エルくらぶ』エンディングテーマ。
11. IF YOU WISH…
  - 6thシングル。アルバム初収録。松竹映画『エルマーの冒険』主題歌。
12. 見えない灼熱
  - 7thシングル。シングルバージョンはアルバム初収録。
13. HOWLING
  - 8thシングル。
14. PEACE OF MIND
  - 7thシングル「見えない灼熱」のカップリング曲。アルバム初収録。
15. NEXT STAGE
  - 3rdアルバム『easy attraction』収録曲。

## クレジット
- Executive Produce: 小坂洋二
- A&R: 井上哲生, 山本正美
- Mastered: 田中三一
- Art Direction: 高橋伸明
- Design: くぼあきひろ